# Koceľovce
Koceľovce (bis 1948 slowakisch „Gecelovce“; deutsch Getzelsdorf oder Getzelowetz, ungarisch Gecelfalva, älter Geczel) ist eine Gemeinde im Osten der Slowakei mit 218 Einwohnern (Stand 31. Dezember 2024), die zum Okres Rožňava, einem Teil des Košický kraj, gehört und in der traditionellen Landschaft Gemer liegt.

## Geographie
Die Gemeinde befindet sich im Bergland Revúcka vrchovina im Slowakischen Erzgebirge, im Tal des Hankovský potok, einem linken Zufluss des Štítnik im Einzugsgebiet der Slaná. Das Ortszentrum liegt auf einer Höhe von 349 m n.m. und ist 20 Kilometer von Rožňava entfernt.
Nachbargemeinden sind Slavoška im Norden, Kobeliarovo im Nordosten, Petrovo im Osten, Roštár im Süden, Ochtiná im Südwesten, Rochovce im Westen und Markuška im Nordwesten.

## Geschichte

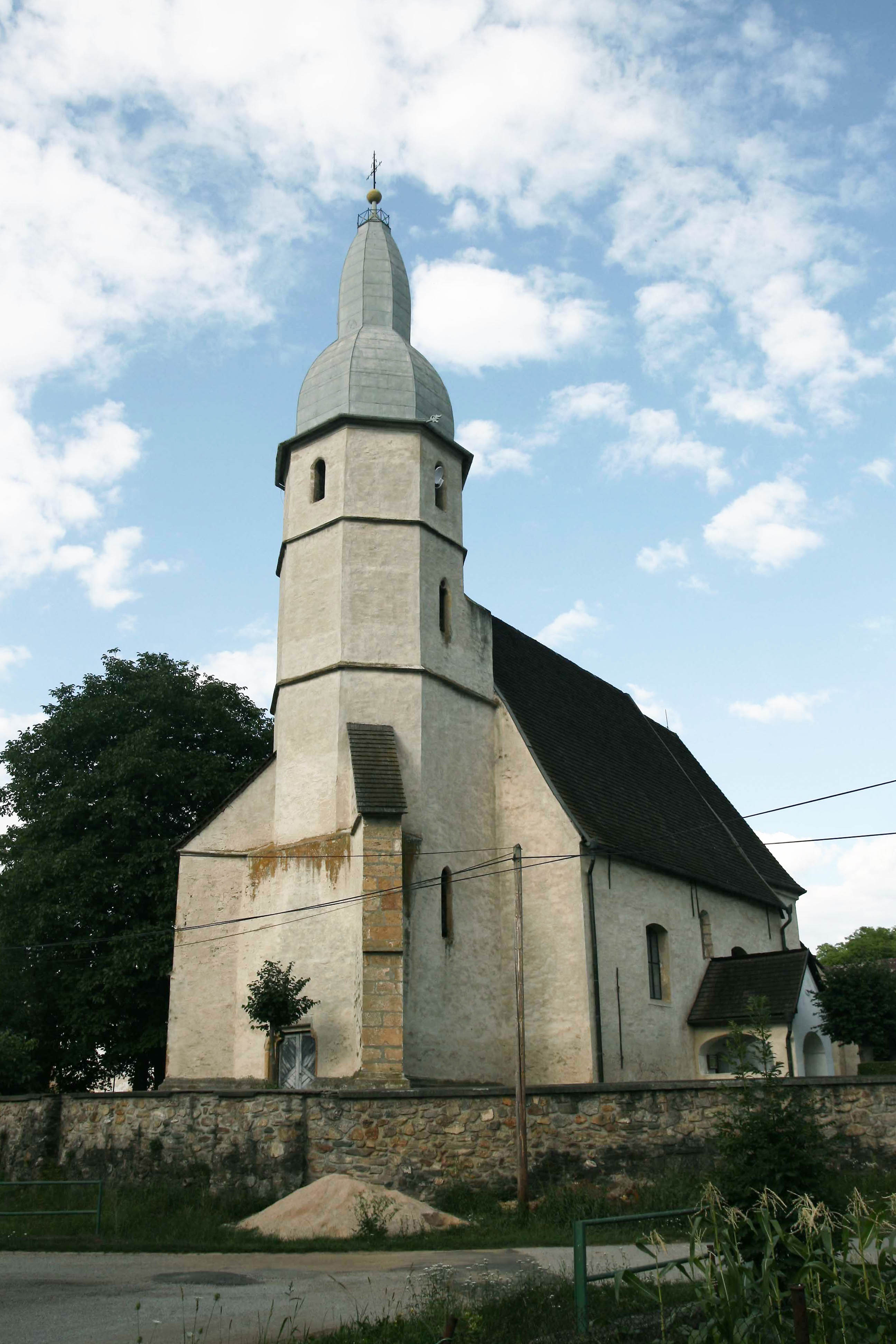
Evangelische Kirche

Koceľovce wurde zum ersten Mal 1318 als Guchulpholua schriftlich erwähnt, weitere historische Bezeichnungen sind unter anderen Goczel (1331), Gechelfalwa (1426), Kencelfalwa (1427) und Geczelowcze (1773). Das Dorf entstand in der zweiten Hälfte des 13. Jahrhunderts als Bergbausiedlung im Besitz des Geschlechts Bebek, ab dem 17. Jahrhundert des Geschlechts Andrássy. 1427 gab es nach einem Steuerverzeichnis 28 Porta, 1773 wohnten hier 46 leibeigene Bauern- und zwei Untermieterfamilien, 1828 zählte man 54 Häuser und 403 Einwohner, die als Landwirte und Obstbauern beschäftigt waren, der örtliche Bergbau wurde bereits im 15. Jahrhundert stillgelegt.
Bis 1918/1919 gehörte der im Komitat Gemer und Kleinhont liegende Ort zum Königreich Ungarn und kam danach zur Tschechoslowakei beziehungsweise heute Slowakei. In der ersten tschechoslowakischen Republik war Koceľovce ein landwirtschaftlich geprägtes Dorf.

## Bevölkerung
| Jahr                | 1994 | 2004    | 2014    | 2024    |
| ------------------- | ---- | ------- | ------- | ------- |
| Anzahl der Personen | 256  | 254     | 250     | 218     |
| Unterschied         |      | −0,78 % | −1,57 % | −12,8 % |

| Jahr                | 2023 | 2024    |
| ------------------- | ---- | ------- |
| Anzahl der Personen | 215  | 218     |
| Unterschied         |      | +1,39 % |

Nach der Volkszählung 2011 wohnten in Koceľovce 257 Einwohner, davon 241 Slowaken und 13 Roma. Drei Einwohner machten keine Angabe zur Ethnie.
174 Einwohner bekannten sich zur Evangelischen Kirche A. B., acht Einwohner zur römisch-katholischen Kirche, sieben Einwohner zur evangelisch-methodistischen Kirche und drei Einwohner zur griechisch-katholischen Kirche. 58 Einwohner waren konfessionslos und bei sieben Einwohnern wurde die Konfession nicht ermittelt.

## Baudenkmäler

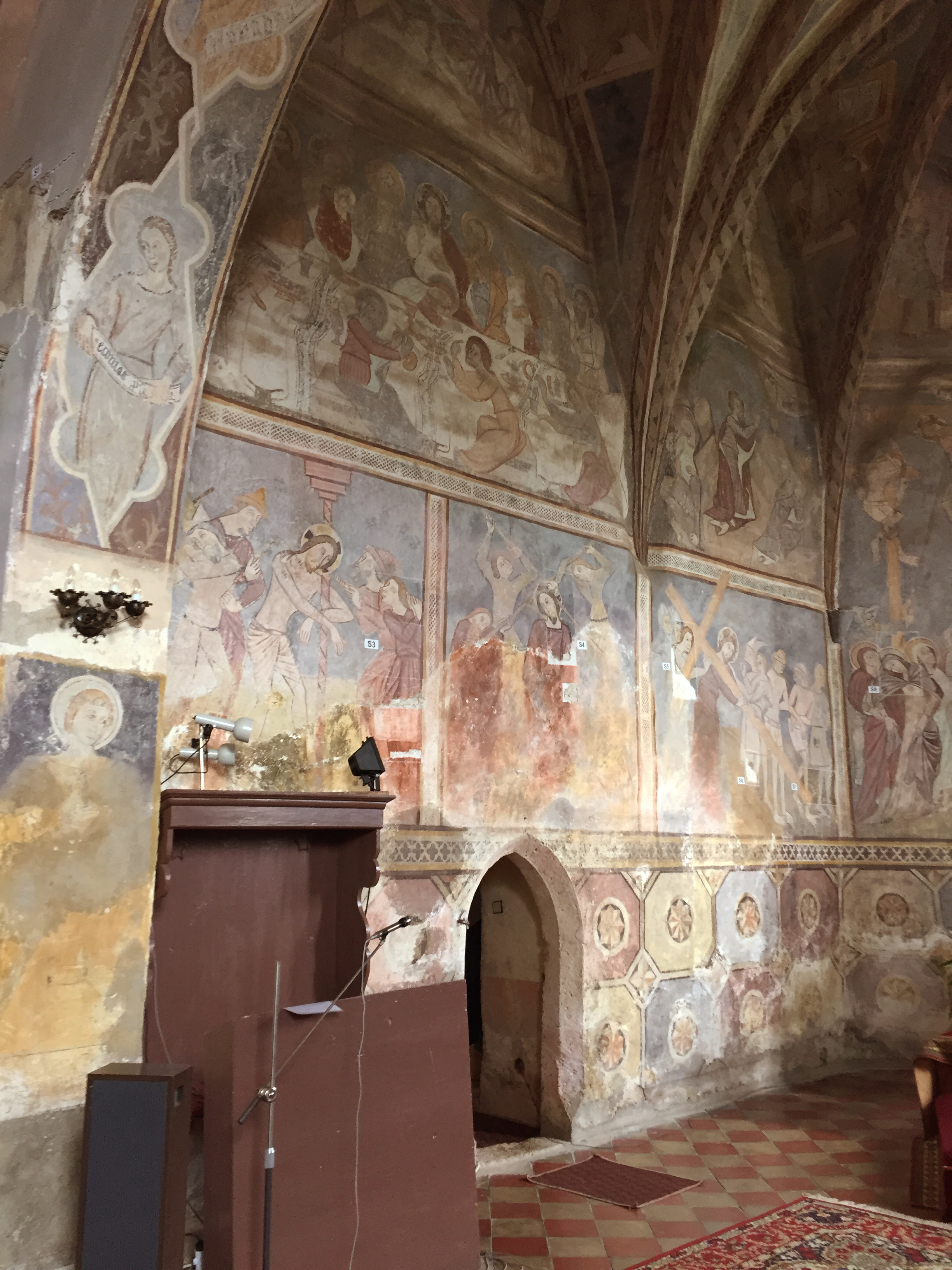
Fresken im Inneren der Kirche

- evangelische Kirche im gotischen Stil aus dem 14. Jahrhundert, ursprünglich römisch-katholische Bartholomäuskirche, mit mittelalterlichen Fresken aus den Jahren 1360–70[6]

## Verkehr
Nach Koceľovce führt nur die Straße 3. Ordnung 3042 als Abzweig der vorbeiführenden Straße 3. Ordnung 3038 zwischen Roštár (Anschluss an die Straße 2. Ordnung 587) und Brdárka. 